# Gerhard Treutlein
Gerhard Treutlein (* 23. Dezember 1940 in Heidelberg; † 14. März 2022 ebenda) war ein deutscher Sportpädagoge und Professor an der Pädagogischen Hochschule Heidelberg (PH).

## Leben
In den 1960er Jahren trainierte Treutlein erst jugendliche Leichtathleten, ab 1969 dann auch Erwachsene bis in den olympischen Bereich. Er gehört seit 1959 dem USC Heidelberg an und engagierte sich als Sportler, Trainer und später 1. Vorsitzender. Von 1972 bis 2007 war er Disziplinchef Leichtathletik im Allgemeinen Deutschen Hochschulsportverband (ADH) und in dieser Funktion 17× bei Universiaden verantwortlich für die Studentennationalmannschaft Leichtathletik.
Treutlein studierte von 1960 bis 1967 an der Universität Heidelberg Geschichte, Sport und Französisch und wurde 1970 in Geschichte promoviert. Von 1971 bis 2007 war er zunächst Assistent, dann Professor für Sportpädagogik an der Pädagogischen Hochschule in Heidelberg. Seit der Pensionierung war er Leiter des Zentrums für Dopingprävention an der PH Heidelberg. In intensiver Zusammenarbeit mit der deutschen Sportjugend (dsj) wurden Materialien und Seminarformen für Dopingprävention erarbeitet (Schwerpunkt: Peer Education).
2009 erhielt er für seine Verdienste in der ehrenamtlichen Arbeit im Sport, für die Förderung der deutsch-französischen Beziehungen sowie für seine Beiträge zur Dopinggeschichte im Leistungssport und im Bereich der Dopingprävention den Verdienstorden der Bundesrepublik Deutschland (Verdienstkreuz am Bande).

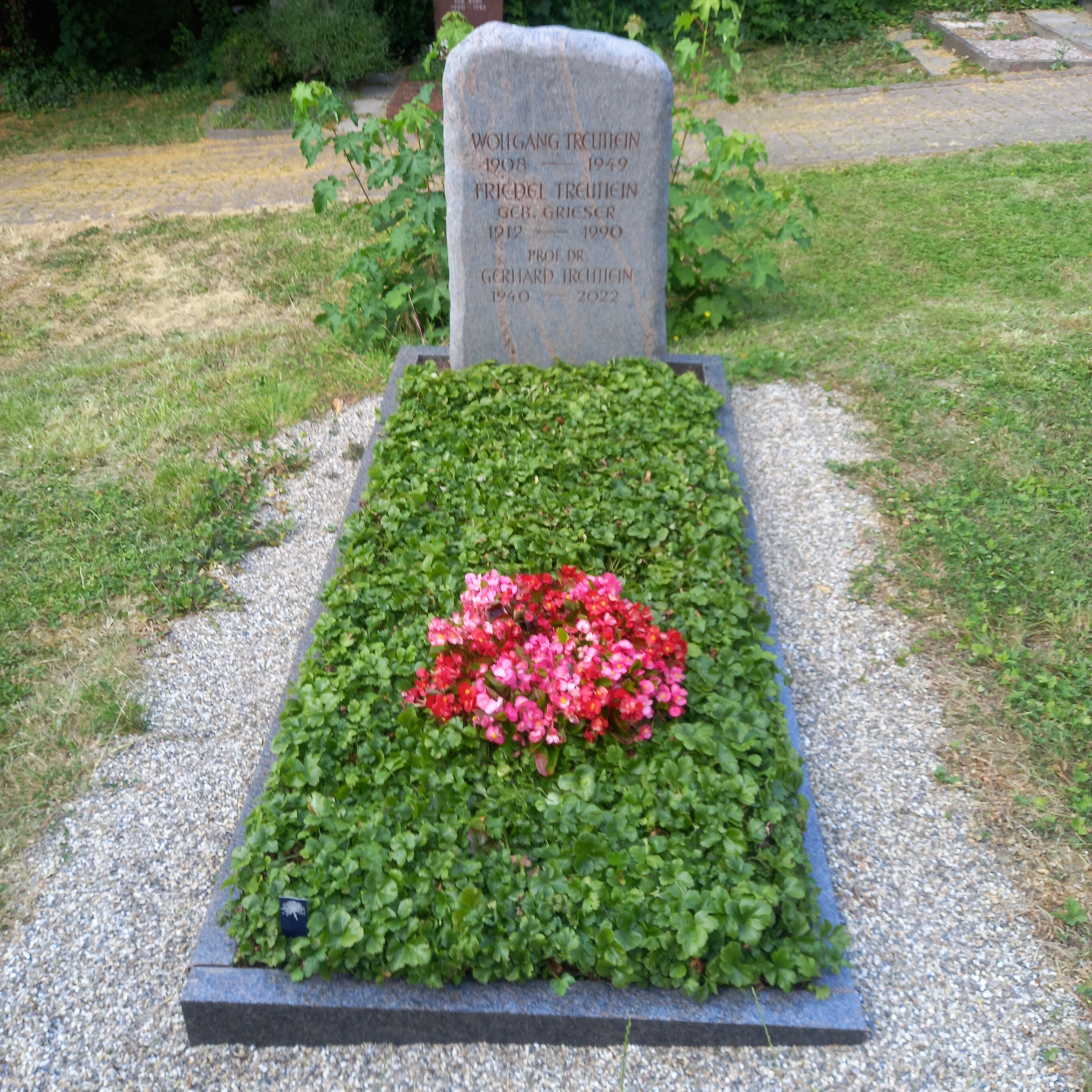
Das Grab von Gerhard Treutlein im Familiengrab auf dem Friedhof Handschuhsheim in Heidelberg

## Publikationen (Auswahl)
- Frank Pfetsch, Peter Beutel, Hans-Martin Stork, Gerhard Treutlein: Leistungssport und Gesellschaftssystem. Hofmann, Schorndorf 1975
- Andreas Singler, Gerhard Treutlein: Doping - von der Analyse zur Prävention: Vorbeugung gegen abweichendes Verhalten in soziologischem und pädagogischem Zugang (Teil 2). Meyer & Meyer, Aachen 2001, ISBN 3-89124-665-X, S. 298.
- Andreas Singler, Gerhard Treutlein: Doping im Spitzensport. Meyer & Meyer, Aachen 2000, ISBN 3-89124-664-1, S. 384.
- Gerhard Treutlein, Heinz Janalik, Udo Hanke: Wie Sportlehrer wahrnehmen, denken, fühlen und handeln: Ein Arbeitsbuch zur Diagnose und Veränderung ihres sportunterrichtlichen Handelns. 4., überarb. und erw. Auflage. Sport und Buch Strauss, Köln 1996, ISBN 3-89001-080-6, S. 243.
- Gerhard Treutlein, Jürgen Funke, Nico Sperle (Hrsg.): Körpererfahrung im Sport. Meyer&Meyer, Aachen 1992
- Jean-Michel Delaplace, Gerhard Treutlein, Giselher Spitzer (Eds.): Le sport et l'Education Physique en France et en Allemagne. Editions AFRAPS 1994.
- Gerhard Treutlein, Heinz Janalik, Udo Hanke: L'allenatore vincente. Come gli allenatori percepiscono, pensano, sentono ed agiscono. Societa Stampa Sportiva, Roma 1992.
- Gerhard Treutlein (Hrsg.): Lehren und Lernen in Sport und Sportunterricht. Festschrift für Fritz Dannenmann. SchulzKirchner-Verlag, Idstein 2002.
- Hans-Georg Ulrichs, Thilo Engelhardt, Gerhard Treutlein (Hrsg.): Körper, Sport und Religion – Interdisziplinäre Beiträge. Schulz-Kirchner-Verlag, Idstein 2003.
- Nicole Arndt, Andreas Singler & Gerhard Treutlein: Sport ohne Doping! Argumente und Entscheidungshilfen für Multiplikatoren. dsj 2004.
- Wolfgang Knörzer, Giselher Spitzer, Gerhard Treutlein (Hrsg.): Dopingprävention in Europa. Erstes Internationales Expertengespräch 2005 in Heidelberg. Meyer&Meyer-Verlag, Aachen 2006.
- Fritz Dannemann, Ralf Meutgens, Andreas Singler (Hrsg.): Sportpädagogik als humanistische Herausforderung: Festschrift zum 70. Geburtstag von Prof. Dr. Gerhard Treutlein. Shaker Verlag, Aachen 2011